# 駐巴布亞紐幾內亞臺北經濟文化辦事處
駐巴布亞紐幾內亞臺北經濟文化辦事處，亦稱駐巴布亞紐幾內亞代表處，是中華民國政府派駐巴布亞紐幾內亞獨立國的代表機構。
辦事處負責推動臺灣與巴布亞紐幾內亞之間的經貿、農技、醫療、商務、資訊、人才培訓、區域合作、中小企業等各層面的雙邊關係，以及辦理護照、簽證、文件證明等领事相關業務，並提供旅外國人急難救助，功能等同邦交國的大使館。館務轄區為所罗门群岛。
巴紐政府原先派駐臺灣的代表機構是巴布亞紐幾內亞駐臺商務代表處（Papua New Guinea Trade Office in Taiwan）。2023年1月10日，巴紐外交部長特卡岑科宣布關閉。4月19日，正式關閉。

## 歷史
1988年12月27日，巴布亞紐幾內亞外交部長索馬雷與中華民國外交部長連戰於臺北簽署《建立關係備忘錄》。依據該備忘錄，中華民國與巴紐分別在摩士比港與臺北設立商務代表團，作為兩國官方代表機構，雙方機構正式人員均享有外交豁免權。
1990年2月12日，在首都摩士比港設立具大使館功能的中華民國（臺灣）駐巴布亞紐幾內亞商務代表團（Trade Mission of the Republic of China (on Taiwan) in Papua New Guinea），是少數在非邦交國使用中華民國國號的駐外機構。
2018年2月12日，在中華人民共和國政府的外交壓力下，巴紐政府要求代表團更名，並沒收所使用的外交領事車牌。對此，中華民國外交部發言人李憲章表示，已向巴紐外交部及其駐臺商務代表處表達抗議，並由駐處持續爭取相關權益。5月，更名為駐巴布亞紐幾內亞臺北經濟文化辦事處（Taipei Economic and Cultural Office in Papua New Guinea）。

## 外部連結
- 駐巴布亞紐幾內亞臺北經濟文化辦事處的Facebook專頁